# 俄罗斯联邦储蓄银行
俄罗斯联邦储蓄银行 (英语：Savings Bank of the Russian Federation) 是一家总部位于俄罗斯联邦首都莫斯科的金融机构。俄罗斯联邦储蓄银行拥有2,500万私人客户、130万商业客户以及大约19,000（2005年）间分支机构，在俄罗斯私人和商业金融领域均处于领先地位，为东欧地区最大的商业银行。俄罗斯联邦储蓄银行为股份制银行，俄罗斯联邦中央银行持有60.25%的股份，其余股份由超过273,000 家的机构投资者和个人持有。。

## 历史
2009年，加拿大奥地利合资汽车配件生产商麦格纳联合俄罗斯联邦储蓄银行达成协议，联合收购目前由美国通用汽车控股的德国汽车制造商欧宝公司部分股权，收购完成后俄罗斯联邦储蓄银行和麦格纳将各持有欧宝汽车27.5%的股权。2022年2月26日，俄羅斯聯邦儲蓄銀行被限制使用環球銀行金融電信協會（SWIFT）支付系統。歐洲央行發表聲明指俄羅斯聯邦儲蓄銀行可能無法償付即將到期的債務。
2022年，因俄罗斯入侵乌克兰和西方国家的制裁措施影响而宣布退出欧洲市场。2月28日，欧洲央行 (ECB) 发表文告表示，在观察到过去一周内，从俄罗斯联邦储蓄银行的欧洲子公司的账户中出现大量提款之后，宣布该银行可能正面临破产。负责确保有序解决欧元区破产银行的单一决议委员会（SRB） 确认了欧洲央行的评估后，宣布由于当前地缘政治形势对客户信心（导致流动性迅速外流）和俄罗斯总公司的负面影响，正处理关闭后留下的银行问题。3月2日，俄罗斯联邦储蓄银行宣布，由于其员工和财产面临大量的资金外流和威胁而退出欧洲市场。